# Escuela Nacional de Altos Estudios

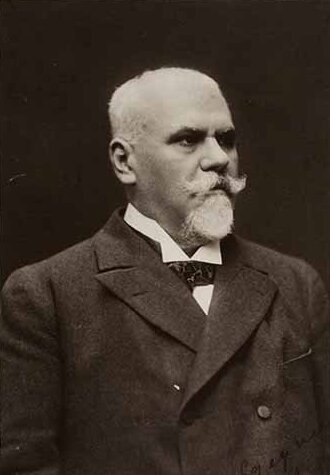
Justo Sierra Méndez. Er gab den Anstoß zur Gründung der ENAE

Die Escuela Nacional de Altos Estudios (ENAE; dt.: Nationale Schule für höhere Studien) wurde 1910 auf Initiative des Schriftstellers und Politikers Justo Sierra Méndez gegründet und ging in der heutigen Facultad de Filosofía y Letras (dt.: Fakultät für Philosophie und Geisteswissenschaften) der Universidad Nacional Autónoma de México (UNAM) auf.
Ursprünglich wurden 14 Jahre lang konstant die Studiengänge Philosophie, Geisteswissenschaften, Geschichtswissenschaften und Naturwissenschaften angeboten, ab 1934 wurde das Angebot erweitert. Einzelne Studienangebote gingen in eigens dafür gegründeten Fakultäten auf; 1939 die Naturwissenschaften und 1973 Psychologie.
Heute umfasst das Angebot der Facultad de Filosofía y Letras die Studiengänge Philosophie, Geschichte, Geographie, Pädagogik, Altphilologie, Hispanistik, Theaterwissenschaft, Moderne Philologien (Italienisch, Deutsch, Französisch und Englisch), Bibliothekswissenschaft sowie das Kolleg für Lateinamerikanistik (Colegio de Estudios Latinoamericanos).